# Нордин, Вильгельм
Вильгельм Нордин (нем. Wilhelm Nordin; 26 апреля 1924 года, Брюнн (Чехия) — 7 мая 1993 года) — военно-морской деятель ГДР, в 1961—1963 годах начальник штаба и заместитель командующего Фольксмарине, вице-адмирал (1978 год).

## Биография
Из семьи шорника. До 1941 года работал на производстве. С декабря 1941 года по май 1945 года служил в Кригсмарине. В 1945 году в звании Штурмансобергефрайтера (Steuermannsobergefreiter) попал в плен к американцам. После освобождения Нордин вернулся в Германию, в Советскую Зону Оккупации. В 1945—1946 годах безработный. 1 августа 1946 года вступил в Народную полицию. В том же году стал членом СЕПГ. В 1946—1948 годах был руководителем почтового участка (Postenfhr., Abschnitts-Ltr.). В 1949 году работал преподавателем в полицейском училище. В 1950 году занимал пост руководителя отдела в Главном управлении боевой подготовки. В 1950—1951 годах в звании оберрата морской полиции (Seepolizei-Oberrat) работал в Школе морской полиции в Парове в должности заместителя начальника по учебным вопросам (Stellvertreter für Lehrfragen der See-Offiziers-Schule in Parow). В январе 1952 года в звании инспектора Народной полиции возглавил офицерскую школу ВМС в Штральзунде (Seeoffizier-Lehranstalt in Stralsund). В 1955—1956 годах проходил обучение в Военно-морской академии им К. Е. Ворошилова в Ленинграде. После своего возвращения в ГДР в 1957 году Гессе снова возглавил офицерскую военно-морскую школу в Штральзунде(Kdr. See-Offz. Schule Stralsund). В 1958—1961 годах служил заместителем начальника штаба ВМС ГДР (с 1960 года — Фольксмарине). С 1 августа 1961 года по 24 февраля 1963 года в чине капитана цур Зее занимал должность начальника штаба и заместителя командующего Фольксмарине. В 1963—1970 годах служил руководителем факультета ВМС и заместителем начальника Военной Академии ННА им. Фридриха Энгельса. 1 марта 1966 года ему было присвоено звание контр-адмирала. В 1970—1976 годах возглавлял секцию ВМС в Военной Академии ННА им. Фридриха Энгельса.
В 1976—1984 годах руководил Высшей Офицерской Школой ВМС им. Карла Либкнехта в Штральзунде (Kommandeur der Offiziershochschule der DDR «Karl Liebknecht» in Stralsund), главным военно-морским учебным заведением в ГДР.
7 октября 1978 года, в 29-ю годовщину образования ГДР, Нордин стал вице-адмиралом. 30 ноября 1984 года, в возрасте 60 лет, был уволен в отставку.

## Воинские звания
- Контр-адмирал — 1 марта 1966 года;
- Вице-адмирал — 7 октября 1978 года.

## Награды
- Орден «За заслуги перед Отечеством» в золоте
- Боевой орден «За заслуги перед народом и Отечеством» в золоте